# Piaseczno (powiat tczewski)
Piaseczno – wieś kociewska w Polsce położona w województwie pomorskim, w powiecie tczewskim, w gminie Gniew przy drodze krajowej nr 91. Wieś jest siedzibą sołectwa Piaseczno, w którego skład wchodzi również Piaseckie Pole, Pod Lasem. W latach 1975–1998 miejscowość położona była w województwie gdańskim.

## Części wsi
| SIMC    | Nazwa          | Rodzaj     |
| ------- | -------------- | ---------- |
| 0161387 | Piaseckie Pole | kolonia    |
| 1037749 | Pod Lasem      | przysiółek |

## Historia

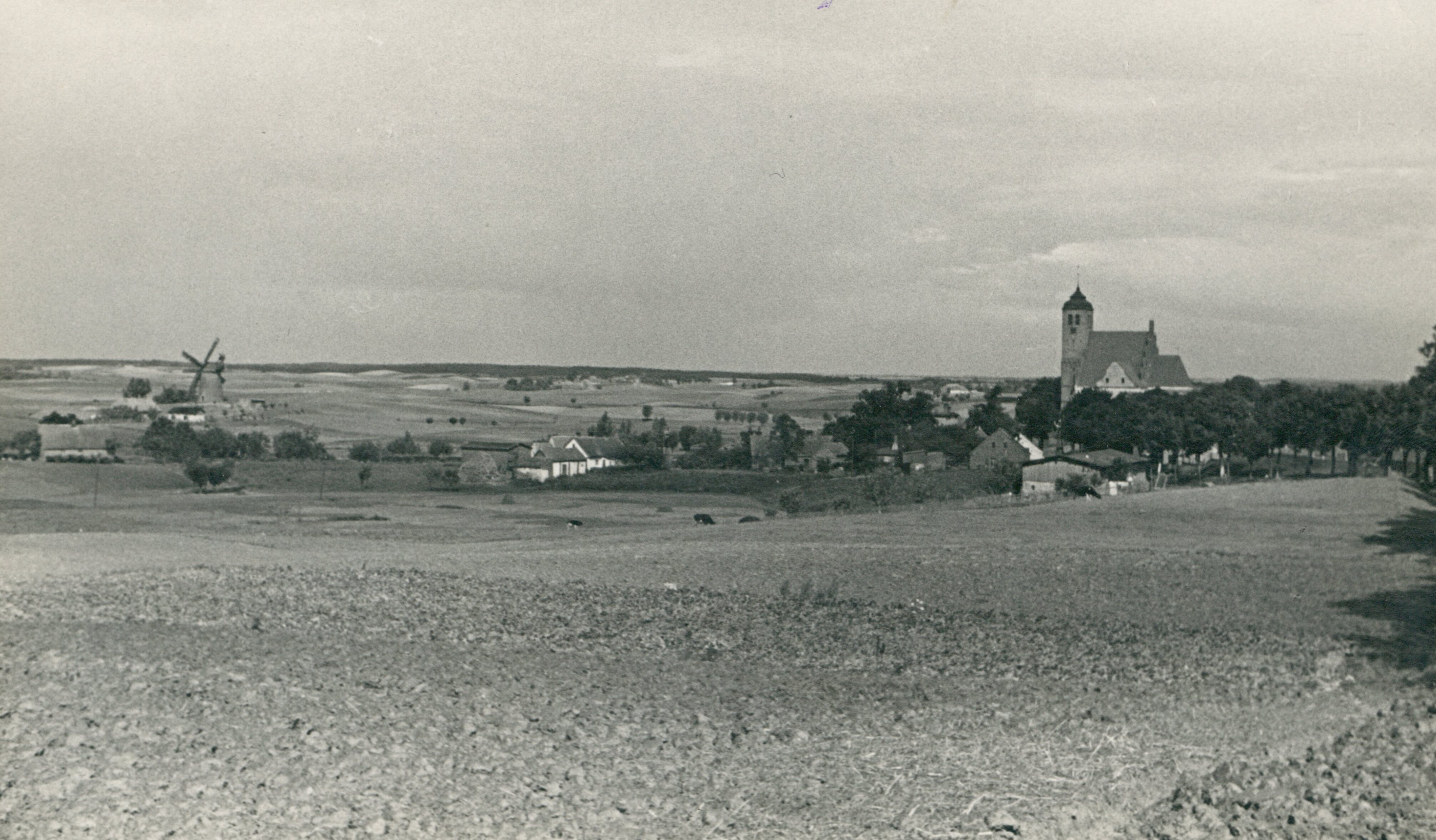
Panorama miejscowości w latach 30. XX w.

Po raz pierwszy wieś wzmiankowano jako Piaski (1400). Kościół powstał nieco wcześniej, bo już w 1348 (stanowi on prezbiterium obecnej świątyni). Około 1380 nastąpiła tutaj seria objawień, co upamiętnia miejsce kultu przy studzience, będące masowym punktem pielgrzymkowym. Wieś królewska w 1664 roku należała do starostwa gniewskiego. 
W 1862, z inicjatywy Juliusza Kraziewicza (Wielkopolanina) we wsi utworzono pierwsze na ziemiach polskich kółko rolnicze. Następnie powstały jeszcze: Kasa Oszczędnościowa, Towarzystwo Gospodyń, Ochotnicza Straż Pożarna (od 1865), szkoła rolnicza oraz Giełda Zbożowa. Na miejscu wydawano tygodnik rolniczy Piast, a także prezentowano wystawy rolnicze. 
Od końca listopada 1906 r. do połowy stycznia 1907 r. w miejscowej szkole elementarnej odbył się strajk dzieci przeciwko nauczaniu religii w języku niemieckim. Z uczestników strajku znane są nazwiska następujących dzieci: M. Gładykowska, H. Jaworska, A. Klein, B., J. Knuthowie, Ł. Kozłowska, H. Malinowska, L. Ossowska, B. Szwarc. Strajk był elementem znacznie większej akcji biernego oporu wobec pruskich władz szkolnych, która na przełomie 1906 i 1907 r. objęła ponad 460 (!) szkół w prowincji Prusy Zachodnie, czyli przedrozbiorowe Pomorze Gdańskie, Powiśle, ziemię chełmińską i ziemię lubawską oraz część Krajny. Inspiracją dla strajków pomorskich były wcześniejsze działania dzieci w prowincji wielkopolskiej, ze słynnym strajkiem we Wrześni (1901) na czele. 
Po II wojnie światowej majątek zastąpiono PGR-em. W Ośrodku Kółek Rolniczych, w 1966 (tysiąclecie Polski), otwarto izbę pamięci, która w 1970 przekształciła się w muzeum społeczne, a obecnie stanowi oddział Muzeum Historii Polskiego Ruchu Ludowego z Warszawy. 

## Zabytki
Według rejestru zabytków NID na listę zabytków wpisane są:
- gotycki kościół parafialny pw. Narodzenia NMP, 1348-XV, 1676, XVIII, nr rej.: A-326 z 12.05.2010[10]
- dawny cmentarz przy kościele, nr rej.: j.w.
- ogrodzenie z bramami, mur., 2 poł. XIX, nr rej.: j.w.
- wiatrak holender, 1889, nr rej.: A-872 z 25.04.1977

We wsi znajdują się również:
- Muzeum Historii Polskiego Ruchu Ludowego
- Sanktuarium Maryjne.